# 음력 4월 30일
음력 4월 30일은 음력 4월의 30번째 날이다.

## 사건
- 1592년 - 조선 제14대 왕 선조가 일본의 침략으로 개성으로 피난.

## 문화
- 2002년 - 대한민국이 2002년 FIFA 월드컵 D조 2차전 미국과의 경기에서 안정환의 동점골로 1:1로 비겼다.

## 탄생
- 1980년 - 대한민국의 희극인 유상무.

## 같이 보기
- 음력 360일: 1월 2월 3월 4월 5월 6월 7월 8월 9월 10월 11월 12월
- 전날:4월 29일 다음날:5월 1일 - 전달:3월 30일 다음달:5월 30일
- 양력:4월 30일
- 음력, 윤달